# Francisco Ernesto de Hesse-Darmstadt
Francisco Ernesto de Hesse-Darmstadt (en alemán, Franz Ernst von Hessen-Darmstadt; Giessen, 25 de enero de 1695-Darmstadt, 8 de enero de 1716) fue un noble alemán y príncipe de Hesse-Darmstadt.

## Biografía
Era el tercer hijo del landgrave Ernesto Luis de Hesse-Darmstadt (1667-1739) de su matrimonio con Dorotea Carlota (1661-1705), hija del margrave Alberto II de Brandeburgo-Ansbach.
Reemplazó a su hermano, Carlos Guillermo de Hesse-Darmstadt, como Coronel del Regimiento de Hesse-Darmstadt cuando Carlos Guillermo murió durante la guerra de sucesión española.